# ساردین تانگانیکا

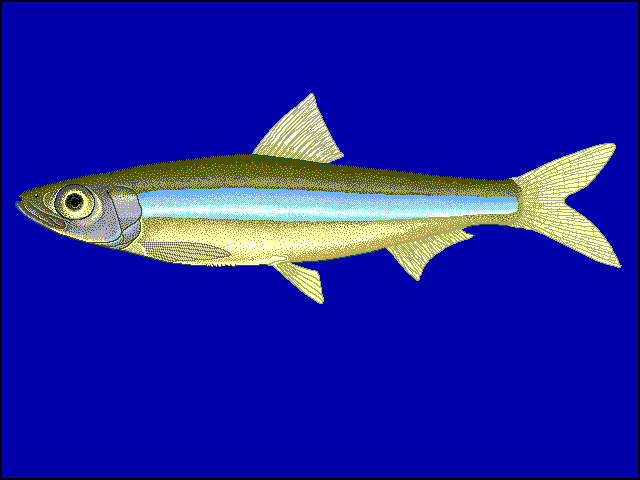
ساردین تانگانیکا

ساردین تانگانیکا (Tanganyika) اصطلاحی است که با دو گونه ماهی دیگر مرتبط است (ساردین دریاچه تانگانیکا با نام علمی Limnothrissa miodon و خمسی دریاچه تانگانیکا با نام علمی Stolothrissa tanganicae )، که هر دو از شگ‌ماهیان کوچک، پلانکتون‌خوار ، لجه‌زی و ساکن آب شیرین دریاچه تانگانیکا در زامبیا هستند. آنها بزرگترین توده زیستی اصلی ماهیان دریایی را در دریاچه تانگانیکا و دریاچه مالاوی تشکیل می دهند که در گله‌ها و دسته‌های بزرگ آزادانه در دریاچه شنا و تغذیه می کنند. شکارچیان اصلی آنها چهار گونه از سوف‌ماهیان بومی دریاچه تانگانیکا هستند. این شکارچی ها با سوف نیل در دریاچه ویکتوریا مرتبط هستند و همه این ماهیان دهه‌ها از صید بی رویه رنج برده اند.
ساردین تانگانیکا در زامبیا، مالاوی و زیمبابوه به نام کاپنتا یا ماتمبا، در بوروندی به نام « نداگالا » یا «لومپو» و در رواندا به نام ایسامبازا شناخته می‌شود.
اندازه این گونه معمولاً حدود 10 سانتیمتر بوده و ندرتاً به طول 17 سانتیمتر میرسد.